# Louis Kuehn (Bischof)
Louis Kuehn (* 23. März 1922 in Saint-Dié-des-Vosges, Frankreich; † 25. Juni 2008 in Besançon) war ein französischer römisch-katholischer Geistlicher und Bischof von Meaux.

## Leben
Louis Kuehn kam aus einer Familie mit sieben Kindern, wovon zwei Brüder Priester wurden und eine Schwester den Augustiner-Chorfrauen beitrat. Sein Bruder Michel Kuehn war Bischof von Chartres. Louis Kuehn empfing am 28. Juni 1947 die Diakonen- und am 12. Juli desselben Jahres die Priesterweihe.
Am 13. Mai 1974 wurde er von Papst Paul VI. zum Bischof des Bistums Meaux ernannt. Die Bischofsweihe spendete ihm am 15. Juni 1974 der Bischof von Saint-Dié Jean-Félix-Albert-Marie Vilnet; Mitkonsekratoren waren Jacques-Eugène-Louis Ménager, Erzbischof von Reims, und André-Georges Bontems, Erzbischof von Chambéry.
Seinem aus gesundheitlichen Gründen vorgebrachten Rücktrittsgesuch wurde am 27. August 1986 durch Johannes Paul II. stattgegeben. Danach wirkte er als einfacher Seelsorger in Montbéliard, bis er sich 2006 in ein Altersheim für betagte Geistliche in Besançon zurückzog.